# Eclissi solare del 5 dicembre 2048
L'Eclissi solare del  5 dicembre 2048, di tipo totale, è un evento astronomico che avrà luogo il suddetto giorno con centralità attorno alle ore 15:35 UTC. L'evento si manifesta prevalentemente sul mare ma può essere visto nei seguenti paesi: Cile, Argentina, Tristan da Cunha, Namibia e Botswana.
L'eclissi avrà un'ampiezza massima di 160 chilometri e una durata di 3 minuti e 28 secondi.

## Percorso e visibilità
Questa eclissi totale inizierà nel mezzo dell'Oceano Pacifico meridionale, poi interesserà il Cile meridionale e la Patagonia; in seguito attraverserà l'intero Oceano Atlantico meridionale terminando in Namibia al tramonto.

Prospetto dell'eclissi

## Eclissi correlate

### Eclissi solari 2047 - 2050
Questa eclissi è un membro di una serie semestrale. Un'eclissi in una serie semestrale di eclissi solari si ripete approssimativamente ogni 177 giorni e 4 ore (un semestre) in nodi alternati dell'orbita della Luna.

### Ciclo di Saros 133
L'evento fa parte del ciclo di Saros 133, che si ripete ogni 18 anni, 11 giorni e comprendente 72 eventi di eclissi. La serie è iniziata con un'eclissi solare parziale il 13 luglio 1219. Contiene eclissi anulari dal 20 novembre 1435 al 13 gennaio 1526, con un'eclissi ibrida il 24 gennaio 1544. Comprende eclissi totali dal 3 febbraio 1562 fino al 21 giugno 2373. La serie termina al membro 72 con un'eclissi parziale il 5 settembre 2499. La durata più lunga della totalità è stata di 6 minuti e 49 secondi il 7 agosto 1850. Tutte le eclissi di questa serie si verificano nel nodo ascendente della Luna.